# Non me ne frega niente
Non me ne frega niente è un singolo della cantautrice italiana Levante, pubblicato il 3 febbraio 2017 come primo estratto dal terzo album in studio Nel caos di stanze stupefacenti.

## Tracce
1. Non me ne frega niente – 3:09

## Video musicale
Il videoclip della canzone è stato diretto da Stefano Poggioni.

## Classifiche
| Classifica (2017) | Posizione massima |
| ----------------- | ----------------- |
| Italia            | 91                |